# Verdugo

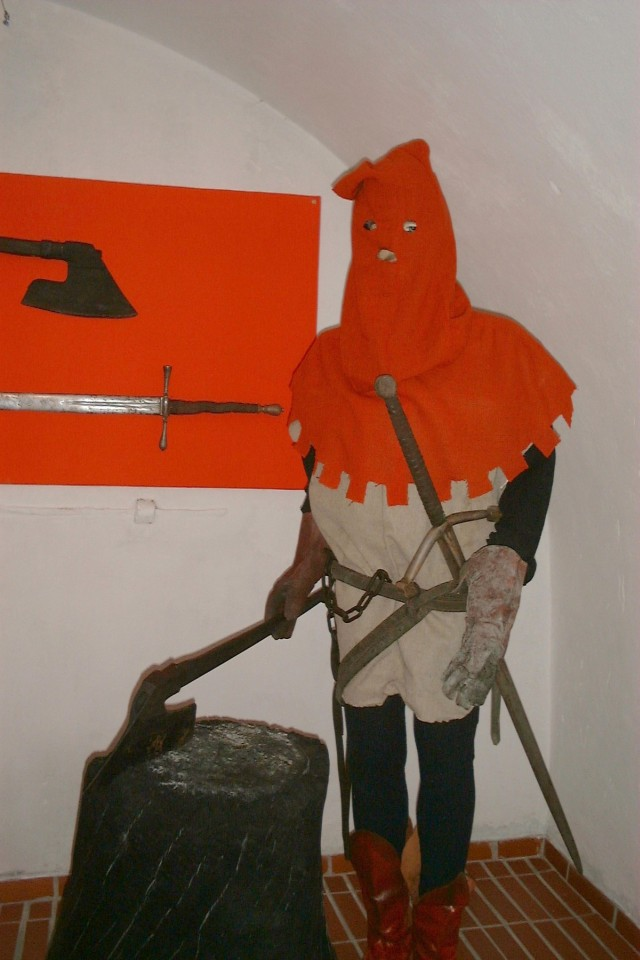
Verdugo en el Museo de la Tortura, Polonia.

Un verdugo es la persona encargada de llevar a cabo la ejecución de una persona condenada a la pena de muerte o penas corporales por la justicia civil o eclesiástica.

## Historia
En la historia de la civilización, diferentes personajes han ejercido el oficio de verdugo:
- En general era un trabajo que se heredaba de padres a hijos o entre familias. Debido a la mala reputación del oficio, los matrimonios se celebraban entre familias de verdugos, llegándose a dar famosas sagas como los "Samson" en Francia.
- Entre los israelitas, la sentencia de muerte se ejecutaba por todo el pueblo, por los acusadores y por los parientes del condenado y a veces por los mismos jueces.
- Entre los romanos, por los lictores.
- Entre los antiguos galos, ejercían el oficio de verdugo los propios druidas o sacerdotes.
- En algunas regiones de Alemania, la sentencia de muerte la ejecutaba el más joven de la comunidad jurídica, permaneciendo en la medida de lo posible secreto al conocimiento general de la ciudadanía por el lastre que esto podría suponer. También les eran prohibidas la caza (salvo la del lobo) y tenían reservados un lugar especial en cementerios, iglesias y lugares públicos
- En Heiden, por el último avecindado en la ciudad.
- En Franconia, por el último vecino que se había casado.
- En Renuting, por el último magistrado, sin que ninguno de estos ejecutores quedara infamado de ello en la opinión pública.
- En algunos países, eran designados como ejecutores de altas obras los taberneros y carniceros.[1]

Algunos verdugos famosos han sido el último responsable de la guillotina en Francia, Marcel Chevalier; el último ejecutor para las autoridades eclesiásticas, Mastro Titta.

### España
En la España de los siglos XIX y XX, el verdugo era un funcionario público que dependía del Ministerio de Justicia.
A finales del siglo XIX existía una plaza de verdugo en las Audiencias Provinciales de Madrid, Barcelona, Sevilla, Burgos y Zaragoza con unas competencias territoriales bien delimitadas, si bien el verdugo de otra Audiencia podía ser llamado para una ejecución en un territorio dependiente de otra para el caso de ejecuciones múltiples, porque no hubiese verdugo titular o por inexperiencia del mismo, que entonces actuaba como ayudante. La última generación de verdugos españoles solo cubrió las plazas de las Audiencias de Madrid, Barcelona y Sevilla hasta la abolición de la pena de muerte en España.

## Verdugo como apellido
El apellido Verdugo es común en los países hispanoparlantes, debido a la colonización hispana en el continente americano. Este apellido es castellano-vasco y tiene sus orígenes en Arévalo, provincia de Ávila. Curiosamente, el apellido Carrasco proviene bien del árbol de igual nombre, o de la traducción de verdugo del portugués. En la ciudad de Ávila está la casa Palacio de los Verdugo, actualmente considerada patrimonio cultural de la ciudad.

## Verdugos en la cultura popular
Existen obras que han tratado de manera directa el personaje del verdugo como protagonista:
- El largometraje de Luis García Berlanga El verdugo, de comienzos de los años 60.
- Queridísimos verdugos, documental de los años 70 de Basilio Martín Patino en el que se entrevistaba a los tres verdugos españoles del tardofranquismo.
- En la serie La huella del crimen, dirigida por Juan Antonio Bardem y protagonizada por Sancho Gracia en 1984, se relata la historia de Jarabo y su trágico final a manos de un tribunal ordinario, un verdugo y el garrote vil.

En estas películas se criticaba la existencia de la pena capital durante el régimen franquista.
- En la película Silent Hill, basada en la saga de videojuegos del mismo nombre por Akira Yamaoka, aparece un personaje llamado Pyramid Head o Cabeza Pirámide. El enemigo más temerario e incluso "inmortal" que sólo existe para destruir vidas. Su figura es la de un hombre fuerte, enmascarado por un casco metálico en forma de pirámide y un gran cuchillo de carnicero con el que despelleja a sus víctimas.
- En la película Resident Evil: Afterlife es un monstruo parecido a Némesis, portando una gran y afilada hacha.
- En 2005 la vida del verdugo británico Albert Pierrepoint fue llevada al cine en la película de Adrian Shergold, The Executioner protagonizada por Timothy Spall.
- En el manga Steel Ball Run de Hirohiko Araki uno de los protagonistas, Gyro Zeppeli, servía a la corona del reino de Napolés como verdugo, y por rehusarse decidió meterse en la carrera Steel Ball Run.